# اوکتیابر (شهرستان بایماکسکی، باشقیرستان)
اوکتیابر (به لاتین: Oktyabr) یک منطقهٔ مسکونی در روسیه است که در باشقیرستان واقع شده‌است.